# Lüszipposz
Lüszipposz, azaz Lysippos (Λύσιππος) (Sziküón, i.e. 370 – 310) görög szobrász. Eredeti foglalkozása érckovács – más forrás szerint bronzöntő volt. Első mesterének Polükleitoszt tartotta, aki művein az emberi test tökéletes ábrázolását valósította meg, a természet utánzására pedig Eupomposz vezette rá.

## Munkásságáról
Jellegzetes stílusa élete késői korszakában bontakozott ki. A késő klasszikus kor szobrászaként, a hellenizmus előkészítőjeként jegyzik. Munkásságában (újra) különös jelentőséget kap a fiatal férfi eszményi alakja. Források szerint ő volt az első, aki portrészobrot készített. Nagy Sándor hívta meg udvarába, akiről csak ő készített portrészobrokat.
Úgy tartják, ő alkotta meg a harmadik dimenzió ábrázolási módját, az izomzat, az összetett mozgás kifejezését. Portréi, de más alkotásai kapcsán is az emberi érzelmek tükröződnek az arcon. Korábban ideáltípusok megalkotására, vagyis nem az egyéni formák visszaadására törekedtek. Lüszipposz – úgy az arc, mint a személyiség megjelenítésekor – szakított a korábbi tipizáló ábrázolással. Az arcok egyéni kifejezést tükröznek, nem halhatatlan istenségek személytelen, eszményített alakját ábrázolja, hanem a múló pillanatot fogja meg, az annak magát átadó egyéniséget jeleníti meg.
Források szerint 1500 szobor maradt utána, amelyek többnyire másolatban maradtak fenn.

## Főbb, ill. ismertebb alkotásai

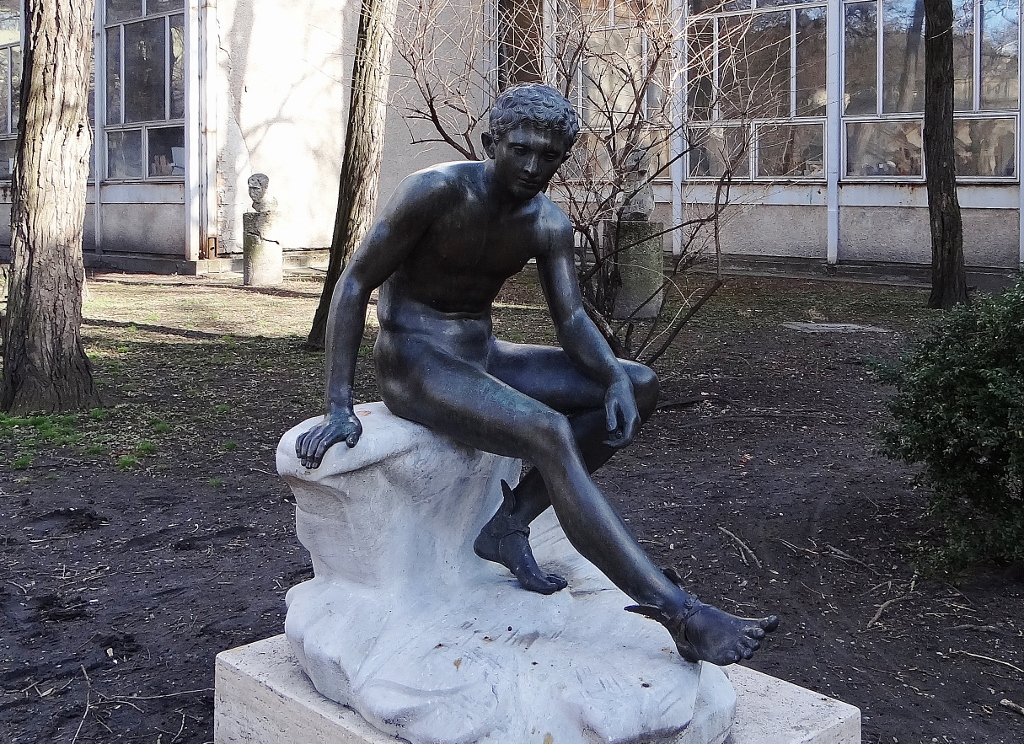
Pihenő Hermész szobor, másolat az Epreskertben

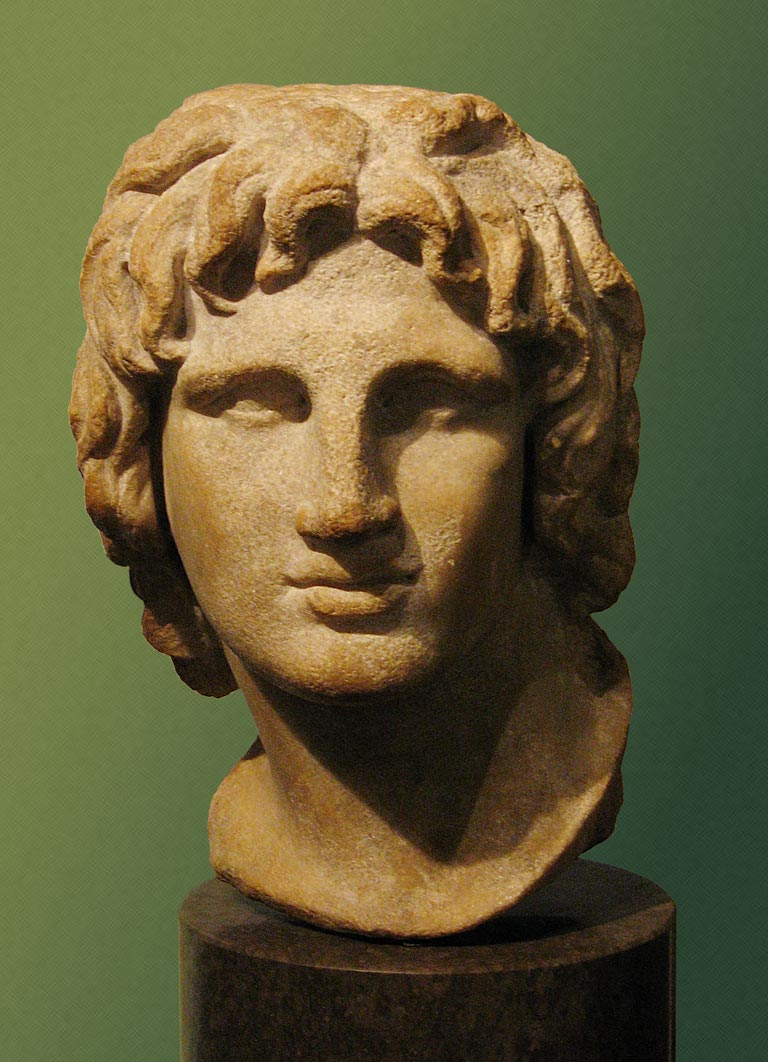
Nagy Sándor

- Agias atléta szobra
- Nagy Sándor portré(i) ,
- A Granikos csatában elesettek emlékmûve,
- Héphaistión portréja,
- Héraklész ,
- Krateros emlékmű,
- A pihenő Hermész (ld. a fényképet),
- Apoxüoménesz vagy Magát levakaró atléta ,
- A Napisten négyesfogata.